# Veruela
Veruela ist eine philippinische Stadtgemeinde in der Provinz Agusan del Sur. Sie hat 43.706 Einwohner (Zensus 1. August 2015).

## Baranggays
Veruela ist politisch unterteilt in 20 Baranggays.
| - Binongan - Del Monte - Don Mateo - La Fortuna - Limot - Magsaysay - Masayan - Poblacion - Sampaguita - San Gabriel | - Santa Emelia - Sinobong - Anitap - Bacay II - Caigangan - Candiis - Katipunan - Santa Cruz - Sawagan - Sisimon |